# Зенково
Зе́нково (рос. Зенково) — село у складі Ханти-Мансійського району Ханти-Мансійського автономного округу Тюменської області, Росія. Входить до складу Шапшинського сільського поселення.
Населення — 87 осіб (2010, 105 у 2002).
Національний склад станом на 2002 рік: росіяни — 78 %.